# Turmuhrenmuseum Neulußheim
Das Turmuhrenmuseum Neulußheim ist ein privates Museum in der St. Leoner Str. 8 der Gemeinde Neulußheim
und wurde 1999 gegründet. Schwerpunkt des Museums, das sich im Dachgeschoss des ehemaligen Schulgebäudes der Gemeinde befindet, ist die Geschichte der Turmuhr.
Das Museum ist im Besitz von mehr als 25 Turmuhren, die alle aus der privaten Sammlung des Uhrensammlers Norbert Schäfer aus Neulußheim stammen.
Das älteste Exemplar ist eine ca. 500 Jahre alte Turmuhr mit Spindel und Waag, eines der neuesten Exemplare ist eine komplett funkgesteuerte Turmuhrenanlage der Firma Perrot aus Calw, die an der Fassade des alten Schulgebäudes durch ein riesiges Zifferblatt sichtbar ist.

## Die Sammlung
Zur Sammlung gehören Exponate der Hersteller Förster in Nürnberg, Holzöder in Rothenburg, Hörz in Ulm, Mannhardt in München, Michiels in Mechelen (Belgien), Odobey de Cadet in Moret de Jura (Frankreich), Perrot in Calw, Rammensee in Gräfenberg (Oberfranken), Schneider in Schonach, Seybold in Landau, Weule in Bockenem a. Harz, Zachariä in Leipzig und Schwilgué in Straßburg, aus dessen Werkstatt die 1839–1843 erbaute berühmte Uhr im Straßburger Münster stammt.
Ebenfalls zur Sammlung gehört ein 12-stimmiges Glockenspiel der Firma Eduard Korfhage & Söhne, das an der Außenfassade des Schulgebäudes befestigt ist. Es ertönt zu besonderen Anlässen wie dem Neulußheimer Weihnachtsmarkt oder zum Abschluss der Weihnachtsgottesdienste.
Ebenfalls sind zahlreiche Taschenuhren, Armbanduhren, Sonnenuhren und andere Zeitmesser ausgestellt. Auch eine kleine Uhrmacherwerkstatt gibt es im Museum.